# 波克伦特
波克伦特是德国梅克伦堡-前波美拉尼亚州的一个市镇。总面积15.64平方公里，总人口713人，其中男性365人，女性348人（2011年12月31日），人口密度46人/平方公里。